# Bazar Siyob

Il Bazar Siyob (in uzbeco Сиёб бозор?), chiamato anche Bazar Siab, è il più grande bazar di Samarcanda, in Uzbekistan. Tutte le necessità quotidiane, come ad esempio il "naan", sono venduti.

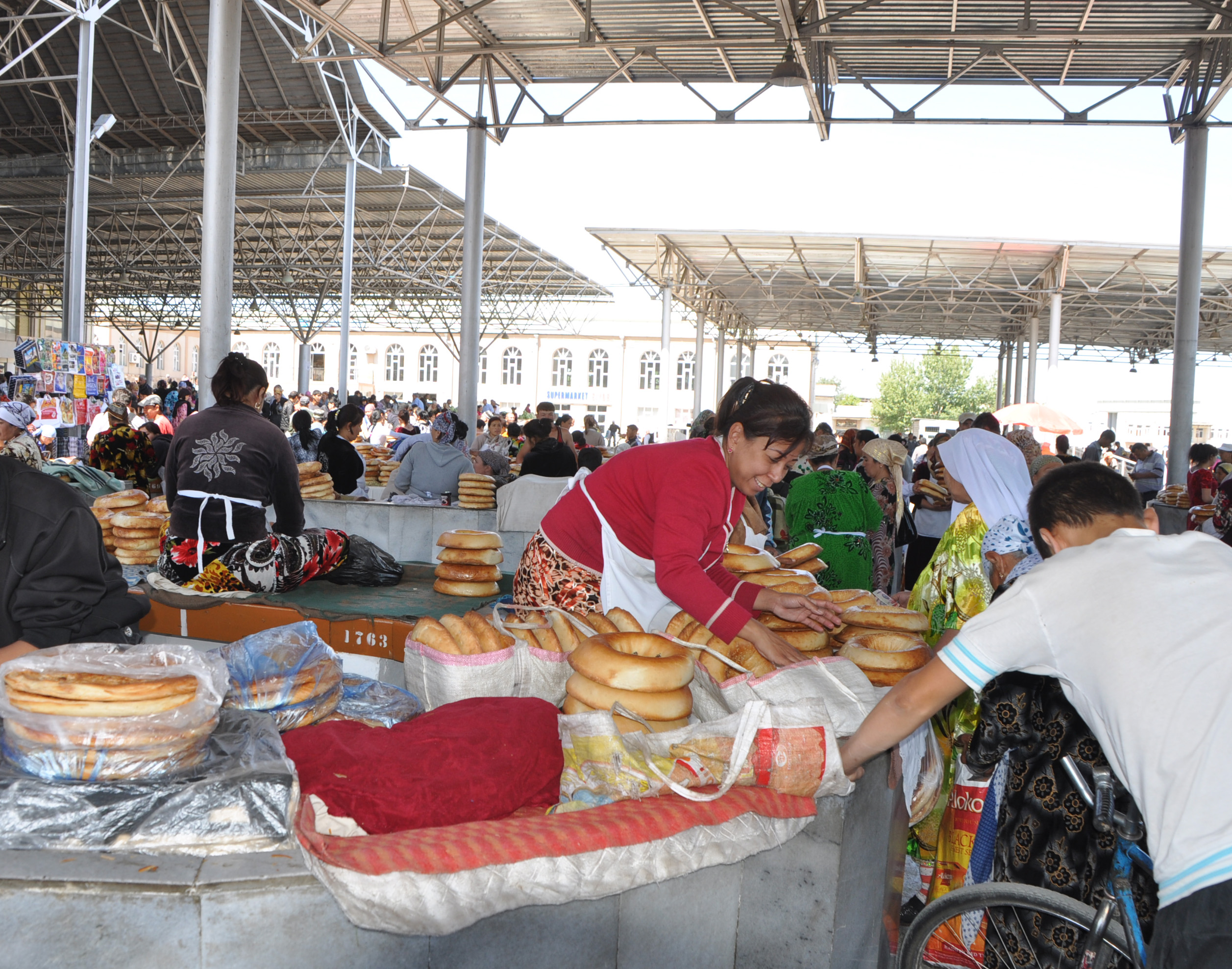
Venditori del bazar

Il Bazar si trova adiacente alla Moschea di Bibi-Khanym, ed è visitato non solo dalla popolazione locale, ma anche dai turisti nazionali e stranieri.